# 안동고등학교
안동고등학교(安東高等學校)는 대한민국 경상북도 안동시 정상동에 있는 공립 고등학교이다.

## 학교 연혁
- 1951년 8월 31일 : 안동고등학교 설립 인가 (8월 1일 ~ 31일)
- 1951년 9월 16일 : 초대 교장 권상철 취임
- 1951년 10월 1일 : 개교, 제1회 입학식 거행 1학년 2학급, 2학년 2학급, 3학년 1학급
- 1951년 12월 17일 : 제1회 개교기념식 거행
- 1952년 2월 25일 : 제1회 졸업식 거행 (55명)
- 1981년 11월 13일 : 수학과 연구 공개 (도 지정 연구 학교)
- 1982년 3월 14일 : 부설방송통신고등학교 1학년 입학식(3학급)
- 1984년 4월 25일 : 축구부 창단
- 1985년 2월 17일 : 제1회 부설방송통신고등학교 졸업식(150명) 거행
- 1989년 7월 29일 : 고등학교 신입생 선발 고사 실시지역과 그 시행에 관한 규칙 개정. 안동, 목포, 군산 고교 평준화 적용 지역에서 제외
- 1995년 9월 10일 : 학이재 (생활관) 준공
- 1998년 10월 1일 : 신축 공사 준공식
- 2005년 10월 28일 : 청산학습실(개인 독서대 100개 설치) 개소
- 2006년 10월 20일 : 인조잔디축구장 개장
- 2012년 1월 1일 : 자율형 공립고등학교 운영(~2017)
- 2017년 3월 2일 : 자율형 공립고등학교 재지정 운영(2017. 3. 2 ~ 2021. 2.28)
- 2017년 3월 2일 : 수학나눔학교 운영
- 2018년 3월 2일 : 고교학점제 선도학교 운영
- 2019년 3월 4일 : 선진형 교과교실 구축 및 운영
- 2020년 3월 2일 : 인공지능(AI) 융합교육 중심 고등학교 운영
- 2023년 3월 1일 : 제29대 김태동 교장 취임
- 2024년 2월 7일 : 제73회 졸업식(졸업생 131명, 졸업생 총 수 23,196명)
- 2024년 3월 4일 : 2024학년도 입학식

## 참고 자료
- 안동고등학교 - 한국교육학술정보원 학교알리미